# David Mendes da Silva
David Mendes da Silva Gonçalves (Rotterdam, 1982. augusztus 4.–) holland labdarúgó, dező.
A zöld-foki szigeteki felmenőkkel rendelkező hátvéd a Sparta Rotterdam, az AFC Ajax, a NAC Breda, az AZ és a Red Bull Salzburg csapataiban játszott, és jó labdakezeléséről, technikájáról ismert.

## Pályafutása
Első profi csapata a Sparta Rotterdam volt, melyben 1999 és 2004 között 117 bajnokin szerepelt. Rövid ideig az Ajaxhoz került kölcsönbe, majd 2004-től a NAC Breda védője lett. 2006-tól az AZ játékosa lett, mellyel bajnokságot és Holland Szuperkupát nyert.
2010 és 2013 között az osztrák bajnokságban szereplő Red Bull Salzburgot erősítette.

## Válogatott
2007. február 7-én Oroszország ellen bemutatkozott a holland nemzeti válogatottban is, melyben 7 alkalommal szerepelt.
A holland U20-as csapat színeiben részt vett a 2001-es ifjúsági labdarúgó-világbajnokságon is.

## Statisztikák
| Évad     | Csapat            | Bajnokság          | Mérk. | Gól |
| -------- | ----------------- | ------------------ | ----- | --- |
| 1999/00  | Sparta Rotterdam  | Eredivisie         | 4     | 0   |
| 2000/01  | Sparta Rotterdam  | Eredivisie         | 33    | 1   |
| 2001/02  | Sparta Rotterdam  | Eredivisie         | 27    | 1   |
| 2002/03  | Ajax              | Eredivisie         | 0     | 0   |
| 2002/03  | Sparta Rotterdam  | Eredivisie         | 17    | 2   |
| 2003/04  | Sparta Rotterdam  | Eredivisie         | 36    | 4   |
| 2004/05  | NAC Breda         | Eredivisie         | 30    | 3   |
| 2005/06  | NAC Breda         | Eredivisie         | 26    | 2   |
| 2006/07  | AZ                | Eredivisie         | 24    | 4   |
| 2007/08  | AZ                | Eredivisie         | 27    | 2   |
| 2008/09  | AZ                | Eredivisie         | 29    | 2   |
| 2009/10  | AZ                | Eredivisie         | 29    | 1   |
| 2010/11  | Red Bull Salzburg | Osztrák Bundesliga | 21    | 3   |
| 2011/12  | Red Bull Salzburg | Osztrák Bundesliga | 16    | 1   |
| 2012/13  | Red Bull Salzburg | Osztrák Bundesliga | 6     | 0   |
| Összesen | Összesen          | Összesen           | 325   | 26  |

## Sikerei, díjai
AZ
- Eredivisie
  - Győztes: 2008–09
- Holland Szuperkupa
  - Győztes: 2009

FC Red Bull Salzburg
- Osztrák Bundesliga
  - Győztes: 2012
- Osztrák Kupa:
  - Győztes: 2012

Panathinaikósz
- Görög kupa
  - Győztes: 2014